# 网肩龙氏鱼
网肩龙氏鱼（学名：Rondeletia loricata，又稱網肩龍氏鯨頭魚）为輻鰭魚綱金眼鯛目龙氏鱼科龙氏鱼属的其中一種鱼类。分布于全球各大洋熱帶至溫帶海域，包括太平洋、印度洋和大西洋的深海中以及南海、东海等海域。该物种的模式产地在宫城。
网肩龙氏鱼屬深海魚類，棲息深度100-3500公尺，體長可達11公分。